# بيت خيران (أرحب)

تعديل مصدري - تعديل

بيت خيران هي إحدى قرى عزلة شاكر بمديرية أرحب التابعة لمحافظة صنعاء، بلغ تعداد سكانها 308 نسمة حسب تعداد اليمن لعام 2004.